# Edynburg (council area)
Edynburg (ang. Edinburgh, gael. Dùn Èideann, oficjalnie ang. City of Edinburgh, gael. Baile Dhùn Èideann) – jednostka administracyjna (council area) w środkowo-wschodniej Szkocji, obejmująca Edynburg, stolicę Szkocji, oraz jego najbliższe okolice. Jednostka zajmuje powierzchnię 263 km², a zamieszkana jest przez 498 810 osób (2015).
Jednostka utworzona została podczas reformy administracyjnej w 1996 roku. Wcześniej, od 1975 roku City of Edinburgh był jednym z czterech dystryktów regionu administracyjnego Lothian.